# Asiekiejewo
Asiekiejewo (ros. Асекеево) – wieś (sieło) w Rosji, w obwodzie orenburskim, ośrodek administracyjny rejonu asiekiejewskiego. W 2021 liczyła 4907 mieszkańców.